# Harald Holz

Harald Holz (2007)

Harald Holz (* 14. Mai 1930 in Freiburg im Breisgau; † 8. November 2024 in Münster) war ein deutscher Philosoph und Schriftsteller. Holz lehrte von 1976 bis zu seiner Emeritierung 1995 an der Katholisch-Theologischen Fakultät der Westfälischen Wilhelms-Universität Münster. Die Schwerpunkte seiner Schriften waren Transzendentalphilosophie und Metaphysik. Er benutzte das Pseudonym Albert Otto.

## Leben
Holz studierte von 1953 bis 1957 Philosophie in Pullach im Isartal (lic. phil. schol.) und von 1959 bis 1961 katholische Theologie in Frankfurt am Main (bac. theol.). Anschließend setzte er sein Studium der Philosophie in Bonn fort. Dort promovierte er 1964 bei Gottfried Martin mit einer Arbeit über Transzendentalphilosophie und Metaphysik.
Ab 1964 war er wissenschaftlicher Assistent am Institut für Philosophie der Ruhr-Universität Bochum. 1969 habilitierte er sich in Bochum mit der Arbeit Spekulation und Faktizität. Zum Freiheitsbegriff des mittleren und späten Schelling (Gutachter: Hans Blumenberg, Wolfgang Kluxen, Hermann Lübbe; W. Schulz) und erhielt die Lehrberechtigung im Fachbereich Philosophie. Seit 1971 wirkte in Bochum als wissenschaftlicher Rat und Professor. Ab 1976 war Ordinarius und Direktor des Seminars für Philosophische Grundfragen der Theologie an der Westfälischen Wilhelms-Universität Münster. 1979 und 1983 lehrte er als Gastprofessor an der George Washington University in den USA. Seit 1983 lehrte er bis zu seiner Emeritierung im Jahr 1995 als Professor (Ordinarius) am Philosophischen Seminar der Universität Münster (Zweitmitgliedschaft).
Weitere Gastprofessuren führten ihn an die Universität Córdoba (1994), die Päpstliche Katholische Universität von Valparaíso (1999) und die Katholische Universität von Argentinien (2011). Er erhielt zudem international zahlreiche Einladungen zu Vorträgen an Universitäten und Akademien.
Seit 2013 war Holz Korrespondierendes Mitglied in Deutschland der Nationalen Akademie der Wissenschaften/Buenos Aires und seit 2018 Mitglied der Europäischen Akademie der Wissenschaften und Künste in Salzburg.

## Schwerpunkte
Holz versuchte, Kernthesen der metaphysisch-transzentalphilosophischen Tradition auf Fragen der modernen Anthropologie, Gesellschafts- und Geschichtsphilosophie anzuwenden. Er arbeitete an einer Neubegründung philosophischer Systematik als umfassender Relationstheorie mit „offenem“ Systemcharakter. Seine philosophiehistorische Forschung erfolgt unter spezieller Verwendung der systemmorphologischen („strukturologischen“) Analyse.
Holz entwickelte die Transzendentalphilosophie fort. Im Anschluss an eine Neuinterpretation der deutschen Idealisten entwickelte er eine neue transzendentale Reflexionsbasis. Unter anderem setzte er sich dabei kritisch mit der Transzendentalpragmatik, dem Neo-Empirismus und dem sogenannten postmodernen Denken auseinander. Holz veröffentlichte zahlreiche Bücher zu Themen der Erkenntnistheorie, Metaphysik-Ontologie, Ethik und Sozialphilosophie, Kulturphilosophie, vergleichenden Philosophiegeschichte und Naturphilosophie.
Holz gehörte zu einer Gruppe von zeitgenössischen Philosophen, die sich selbst zu einer Minderheit zählen, die den Grundpositionen gegenwärtigen Denkens kritisch gegenübersteht.

## Publikationen (Auswahl)

### Bücher
- Transzendentalphilosophie und Metaphysik. Studie über Tendenzen in der heutigen philosophischen Grundlagenproblematik. Zugl. Dissertation.  Matthias-Grünewald-Verlag, Mainz 1964.
- Spekulation und Faktizität. Zum Freiheitsbegriff des mittleren und späten Schelling. Habilitationsschrift. Bouvier, Bonn 1970, ISBN 3-416-00678-X.
- Einführung in die Transzendentalphilosophie. Wissenschaftliche Buchgesellschaft, Darmstadt 1973; 3., durchgesehene und erweiterte Auflage. 1991, ISBN 3-534-06298-1.
- Mensch und Menschheit. Entwürfe zur Grundlegung und Durchführung einer philosophischen Anthropologie. Bouvier, Bonn 1973, ISBN 3-416-00922-3.
- Philosophie humaner Praxis in Gesellschaft, Religion und Politik, Verlag Karl Alber Freiburg i. Br. / München 1974, ISBN 3-495-47295-9.
- Personalität als Wesen und Geschichte. Schöningh, München/Paderborn/Wien 1974, ISBN 3-506-73940-9.
- Thomas von Aquin und die Philosophie. Ihr Verhältnis zur thomasischen Theologie in kritischer Sicht. Schöningh, München-Paderborn-Wien 1975, ISBN 3-506-73941-7.
- Vom Mythos zur Reflexion. Thesen zum Strukturgesetz der Entwicklung des abendländischen Denkens. (Reihe Fermenta philosophica) Verlag Karl Alber Freiburg i. Br./München 1975, ISBN 3-495-47311-4.
- Die Idee der Philosophie bei Schelling. Metaphysische Motive in seiner Frühphilosophie. Verlag Karl Alber Freiburg i. Br./München 1977, ISBN 3-495-47363-7.
- System der Transzendentalphilosophie im Grundriß, 2 Bde. Verlag Karl Alber Freiburg i. Br./München 1977, ISBN 3-495-47345-9.
- Evolution und Geist. Peter Lang, Frankfurt a. M.-Bern 1981, ISBN 3-8204-6107-8.
- Anleitung zur Lektüre der Nikomachischen Ethik des Aristoteles. Kurseinheit 1 und 2. Fernuniversität-Gesamthochschule Hagen, Hagen 1981.
- Anthropodizee. Zur Inkarnation von Vernunft in Geschichte. Peter Lang, Frankfurt a. M./Bern 1982, ISBN 3-8204-5823-9.
- Philosophisch-logische Abhandlung. Entwurf einer transzendentalen Erkenntnistheorie zur Grundlegung formaler Logik. Peter Lang, Bern/Frankfurt a. M. u. a., 1984, ISBN 3-261-03403-3.
- Metaphysische Untersuchungen. Meditationen zu einer Realphilosophie. Peter Lang, Bern/Frankfurt u. a.1987, ISBN 3-261-03685-0.
- Fundamentalhumanismus. Variationen zum Thema einer Umwertung der Werte. Peter Lang, Bern u. a. 1990, ISBN 3-261-03976-0.
- Geist in Geschichte. Idealismus-Studien. Königshausen & Neumann, Würzburg 1994, ISBN 3-88479-854-5.
- Philosophie der Liebe. Emanzipatorische Gedanken über eine mögliche Existenzvollkommenheit des Menschen. Peter Lang, Bern u. a. 1995; 2. überarb. Auflage Westdeutscher Universitätsverlag, Berlin/Bochum 2016, ISBN 978-3-89966-412-6.
- Geschichte als Sinnprozeß, Erkrankungswege und Heilungschancen. Münster/Westf., Arbeitshefte des Lateinamerika-Zentrums, Nr. 43 (Teil 1), 44 (Teil 2) 1997.
- Vom Urknall zum Ich. Eine Naturphilosophie in Fragmentschritten. Selbstverlag, Bochum 1997, ISBN 3-00-001564-7.
- Immanente Transzendenz. Zur Grenzwertbestimmung transzendentaler Vernunft und ihres Leistenkönnens. Königshausen & Neumann, Würzburg 1997, ISBN 3-8260-1348-4.
- Ost und West als Frage strukturologischer Hermeneutik. Zur Frage einer 'Brücke' zwischen abendländisch-europäischer und chinesischer Philosophie. Die blaue Eule,  Essen 1998.
- Der infinitesimale Kosmos. Transzendental-philosophische Reflexionen zur menschlichen Grenzwert-Existenz im limes-dynamischen Weltall. Junghans, Cuxhaven/Dartford 1999, ISBN 3-932905-17-2.
- Allgemeine Strukturologie. Entwurf einer Transzendentalen Formalphilosophie.  Die Blaue Eule, Essen 1999, ISBN 3-89206-956-5.
- Musikphilosophie. Essay: Einige Überlegungen zur Wahrheit und Unwahrheit des musikalisch Schönen. Shaker, Aachen 2000, ISBN 3-8265-7884-8.
- Kosmische Polarität und Transformation. Traktat über eine kosmologische Logik und Erkenntnistheorie nebst kritisch-alternativen Reflexionen zur sogenannten „Supergravitation“. (Reihe: Naturwissenschaft – Philosophie – Geschichte, Bd. 15), Lit-Verlag, Münster 2001, ISBN 3-8258-5288-1.
- Bewußtsein und Gehirn, eine philosophische Metareflexion. Erkenntnistheoretische und forschungslogische Erwägungen im Voraus zur einzelwissenschaftlichen Problemlage. (Forschung und Wissenschaft: Philosophie, Bd. 9) Lit, münster 2001, ISBN 3-8258-5780-8.
- Die Suche nach Fortschritt. Der Kampf der Kulturen als Kampf um Vernunft in der Geschichte. (Discursos Germano-Iberoamericanos Bd. 5), Lit, Münster 2002, ISBN 3-8258-6217-8.
- Raum-Zeit-Kohärenz, Dualismus und Polarität, Die Welle-Teilchen-Dualität im kosmologisch-holistischen Kontext, (Reihe: Naturwissenschaft-Philosophie-Geschichte, Bd. 21), Lit-Verlag, Münster 2003, ISBN 3-8258-7121-5.
- Alternative Kosmologie. Eine Metaphysikalische und philosophische ‚Erzählung’ der Geschichte unseres Universums. Europäischer Universitätsverlag, Bochum 2006, ISBN 3-932329-51-1.
- Gehirnleben und Reflexionsbewußtsein. Ein grenzwerttheoretischer Systematisierungsansatz. 4. überarb. und erw. Auflage, Westdeutscher Universitätsverlag, Bochum 2008, ISBN 978-3-932329-52-4.
- Randgänge, Belletristica. Bochumer Universitätsverlag, Bochum 2005, ISBN 3-89966-111-7.
- Hispanoamérica del Sur: Desafío y Misión. La reactivación del potencial cultural frente a una civilización global futura, (= Discursos Germano-Latinoamerikanos, Bd. 6). Übersetzt von María Gabriela Rebok-Holz. Lit, Münster 2013, ISBN 978-3-643-11807-3.

Harald Holz Werkausgabe
- Harald Holz Werkausgabe. Erschienen im Europäischen Universitätsverlag und Westdeutschen Universitätsverlag, 2007–2020, 45 Bände. Bisher erschienen 26 Bände (DNB 990399060).

### Herausgeberschaft
- mit Ernest Wolf-Gazo: Whitehead und der Prozeßbegriff. Beiträge zur Philosophie Alfred North Whiteheads. Verlag Karl Alber Freiburg i. Br./München 1981. ISBN 3-495-47517-6.
- mit Jorge Eugenio Dotti, Hans Radermacher: Kant in der Hispanidad. Peter Lang, Bern/Frankfurt a. M./New York/Paris 1988, ISBN 3-261-03543-9.
- Die Goldene Regel der Kritik. Festschrift für Hans Radermacher zum 60. Geburtstag. Peter Lang, Bern/Frankfurt/New York/Paris 1990, ISBN 3-261-04227-3.
- mit Konrad Wegmann unter Mitarbeit von Herbert Götzl: Rechtsdenken: Schnittpunkte West und Ost. Recht in den gesellschafts- und staatstragenden Institutionen Europas und Chinas (Strukturen der Macht, Studien zum politischen Denken Chinas, Bd. 13), Münster 2005.
- mit Claudia von Collani, Konrad Wegmann: Uroffenbarung und Daoismus. Jesuitische Missionshermeneutik des Daoismus (Daodedjing-Forschungen, Bd. 1) Bochum, 2008